# Marketplace
Marketplace online este un tip de site de comerț  electronic unde informațiile despre produs sau serviciu sunt furnizate de mai multe terțe părți, în timp ce tranzacțiile sunt prelucrate de către operatorul pieței. Piețele online sunt tipul principal de comerț electronic multicanal și pot reprezenta o modalitate de a eficientiza procesul de producție. Într-o piață online, tranzacțiile cu consumatorii sunt procesate de către operatorul pieței, apoi sunt livrate și îndeplinite de retailerii sau angrosiștii participanți.